# 氷川神社 (渋谷区本町)
氷川神社（ひかわじんじゃ）は、東京都渋谷区本町にあり、かっては旧幡ヶ谷村の総鎮守、現在では幡ヶ谷地域の氏神様として尊崇されている神社である。幡ヶ谷氷川神社（はたがやひかわじんじゃ）ともいわれる。

## 総説
祭神は素戔嗚尊、相殿の神は豊受比売命、奇稲田姫命である。神社の起源は古く、幡ヶ谷の地に住み着いた原住民が氷川神社から分祀されたものと推測されるが、記録はない。永禄年間（1558年～1569年）の後北条氏の文書には既に記載されている。別当寺は荘厳寺であった。
神社は周囲より一段高い土地に立地されていて、境内の広さは728坪である。参道は前の道路に面して石の鳥居と幅9尺11段の石階があり、それを上れば神殿正面につづく石畳に出る。また神社の南西にも道路からの石の鳥居と坂道参道があり、これを上がっても石畳に出る。神殿は1945年（昭和20年）の戦災で一度焼失したあと、戦後の1956年（昭和31年）に再建されたもので、本殿、祝詞殿、拝殿等をふくむ総建坪39坪余の総檜木造銅板葺神明造りである。
大祭は秋の9月24日。現在でもその前日と大祭の日には神社で神楽が奉納され、境内と周辺道路には多くの露店が出てにぎわう。また幡ヶ谷地域の各地区ではお神酒所が作られ、御輿が出て町内を巡り、太鼓を載せた山車が神社までを往復する。

## 氏子地域
- 渋谷区本町一丁目～六丁目
- 渋谷区幡ヶ谷一丁目～三丁目
- 渋谷区笹塚一丁目～三丁目

## 交通
- 大江戸線 西新宿五丁目駅 徒歩15分
- 京王線 幡ヶ谷駅 徒歩15分
- ハチ公バス 本町五丁目停留所 徒歩1分
- 京王バス 弥生町三丁目停留所 徒歩3分

## ギャラリー

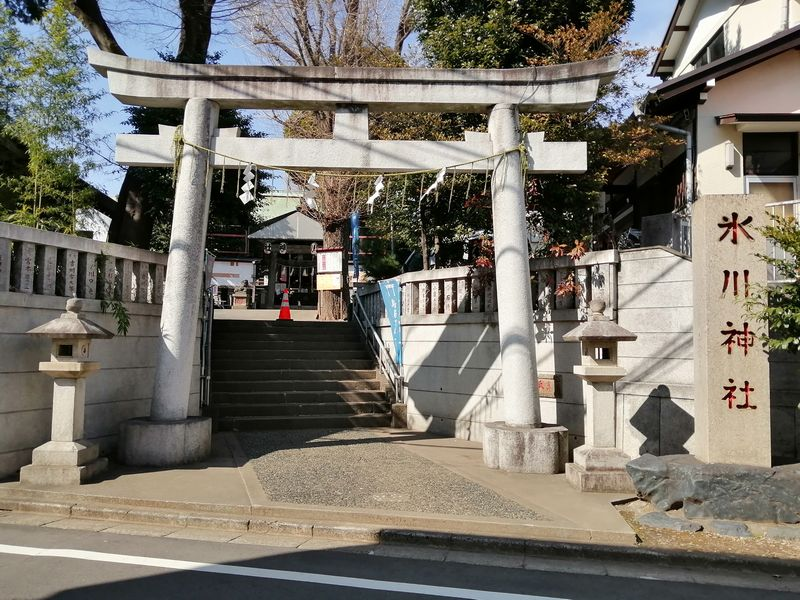
南側鳥居
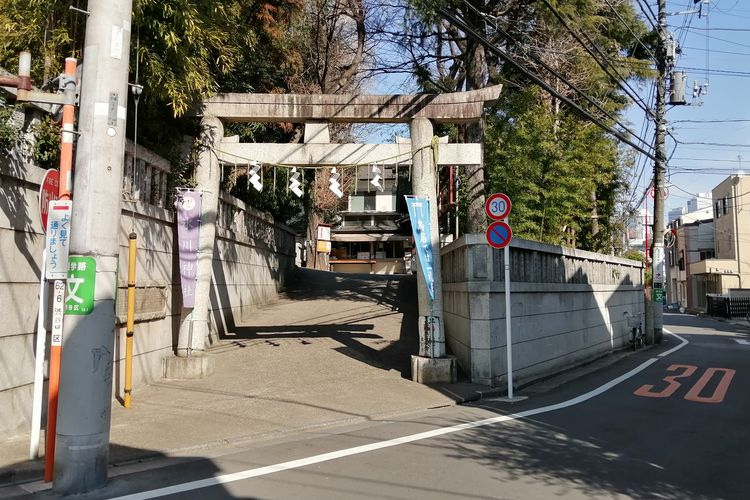
西側鳥居、右遠方に西新宿の高層ビル群

## 関連施設
- 渋谷区立本町氷川公園 - 南南西へ100mの距離にある公園。
- 氷川橋跡 - 氷川公園の更に先にある橋の跡。旧神田川支流にかかっていた。
- 神明氷川神社 - 北西へ500mの距離にある中野区弥生町の氷川神社。
- 本郷氷川神社 - 北北西へ1kmの距離にある中野区本町の氷川神社。